# Biharoniscus racovitzai
Biharoniscus racovitzai là một loài chân đều trong họ Trichoniscidae. Loài này được Tabacaru miêu tả khoa học năm 1963.